# こまつ
こまつ（1984年3月30日 - ）は、日本のミュージシャン、クリエイター、元芸人。本名、小松 利暢（こまつ としのぶ）。
兵庫県三木市出身。身長160cm、体重48kg。神戸弘陵学園高等学校卒業。2022年までニュースタッフプロダクション所属。

## 履歴
高校卒業後、歌で活動するべく上京。 知人の家や公園などで寝泊まりしながら、「何の環境も才能もない人間がどこまで大きくなれるか証明すること」を信念にストリートライブなどの音楽活動を始める。
この頃、右手でトランペット、左手でキーボードのテクニックや、キーボードの右手と左手で別の曲を弾く、いわゆる「同時演奏」を開発した。
2002年にユニット「クレッシェンド」を結成。同時演奏を一旦休止し、作詞、作曲、アレンジなどを手がけるようになり、数多くのライブ活動を行う。
2005年に同ユニットが解散すると、本格的にトランペット&キーボードでの活動を再開するかたわら、引き続き作曲やアレンジも手がけ、アーティスト色を強める。
転機は2006年。かねてより音楽仲間で友達関係にあった芸能事務所の社長に「お笑いの世界とかどうよ?」と誘われ、悩んだあげく「エンターテイナー芸人こまつ」としてニュースタッフエージェンシーに所属し、トランペット&キーボードで東京キャラクターズバトル セミグランプリ賞を受賞。
2007年からは情報バラエティ番組『くちコミ☆ジョニー!』に一般人出場者として参加し、その類稀な演奏技術から後に事実上のレギュラー出演者として扱われるなど注目を浴びる。
また、同年から放送を開始したお笑いネタ番組『爆笑レッドカーペット』へも出演し、一気にお茶の間にも知れ渡ることとなった。
それ以降は「芸人」の肩書きでの活動が目立つが、本人は今でも基本的にはミュージシャン・作曲家であると思っているという。
2013年3月、インストゥルメンタルバンドのHMCBANDを結成。
2016年1月、『芸能界特技王決定戦 TEPPEN 2016』ピアノ部門にて松井咲子を破り優勝。
2021年10月、オンラインゲーム「マビノギ」16周年記念イベント「マビノギパーティ2021オンライン」にて、自身のバンドであるHMCBANDで出演。
同作品の楽曲をアレンジして演奏している。

## ネタ
主にキーボードでゲームのBGMや、映画・アニメ・ドラマなどの曲を合成したオリジナルソングを演奏する。
お笑い芸人としての活動時もトランペット&キーボードを披露することもある。
本人曰く「耳コピの鬼」であり、ネタ作りは楽譜を見て楽曲を覚えるよりも耳コピの方が早いとしている。
これは独学でピアノを始めた頃、お金がなくて楽譜が買えず、ひたすら聞いて練習したためである。
またピアノ演奏のバックボーンも、幼少の頃ピアノ教室に数回習いに行っただけで止めているため、ほぼ独学である。
なお、演奏用の楽器を含め個人的に所有している機材全体の費用は約200万円、トランペットだけでも約40万円かかったとのことである。
このうち、キーボードはオークションで5000円で手に入れたものである。
最も得意な楽曲はルパン三世。コラボミュージックも得意としており、松任谷由実の楽曲とアニソンをミックスさせた時は清水ミチコが大絶賛している程。
こうした芸のため、のちにネクソンジャパンのオンラインRPG『アトランティカ』とのタイアップで同作のBGMの作曲を担当し、またTVCMにも出演している。
現在では舞台・ミュージカル音楽からアイドル楽曲まで幅広く楽曲提供をしている。

## 人物
- 公式サイトでは『身長160cm』となっているが、実際の身長はこれより低いようで、実際の身長は155cmほどである。
- 趣味はジョギング、一人ツッコミ。特技は生け花とドラム。
- 幼少期より借金での家の差し押さえやホームレス生活を経験するなど、相当な苦労人[5]。
- 元々黒髪の坊主頭がトレードマークであったが、のちに羞恥心への憧れから一部黒髪を残してアシンメトリーに染めた髪形になっている。
- 2013年11月7日に出演した『アウト×デラックス』にて、ゲイであることを公表した。放映（出演部分の終了）直後に更新したブログで、公表に至った心境などを明かしている[6]。

## 主な出演作品

### テレビ
- 爆笑レッドカーペット（フジテレビ）コラボカーペットで山本高広と共演（2008年6月4日）
- 爆笑ピンクカーペット（フジテレビ）両番組ともキャッチフレーズは「お笑いテクノポップ」
- あらびき団（TBSテレビ）
- ロンブーの怪傑!トリックスター（テレビ東京）「トリックメロディー」の出題役
- めざましテレビ（フジテレビ）
- くちコミ☆ジョニー!（日本テレビ）
- 世界一奇妙なクイズ（テレビ朝日）
- 笑っていいとも!増刊号（フジテレビ）「チャンスがアルタ!金のたまごクラブリターンズ」出演
- 草野☆キッド（テレビ朝日）
- ヒミツのちからんど（NHK教育）
- ズームイン!!SUPER（日本テレビ）
- 笑いの祭典 ゴールドステージ!!（日本テレビ）
- ハロモニ@（テレビ東京、2008年2月3日）
- 白黒アンジャッシュ（千葉テレビ放送、2008年6月24日）
- ザ!世界仰天ニュース（日本テレビ、2008年7月31日）
- 『ぷっ』すま（テレビ朝日、2009年1月20日）「ザ・スピードマスター」に鍵盤の達人として出演
- クイズ!ドレミファドン!（フジテレビ、2009年3月3日・8月4日・11月17日・2010年6月1日）「ドレミックス?曲探しクイズ」の出題者「ドレミマン」として
- お笑いDynamite!こどもの日直前SP（TBSテレビ、2009年5月3日）キャッチフレーズは「ミラクルオーケストラ」
- 5きげんテレビ（テレビ岩手、2009年5月4日）
- よゐこ部（毎日放送、2009年6月17日）「音楽部」仮入部員として
- エンタの神様（日本テレビ、2010年1月23日）キャッチフレーズ「キーボードの魔術師」
- 音楽戦士 MUSIC FIGHTER（日本テレビ）
- ネタの決戦!THE・おもしろキング（テレビ朝日）
- 天才てれびくんMAX（NHK教育）
- お笑い登龍門ギャッハ（フジテレビ）
- ハッピーMusic（日本テレビ）
- 夏☆1グランプリ THE FINAL（フジテレビ）- 2013年9月23日深夜
- アウト×デラックス（フジテレビ、2013年11月7日・12月19日）
- 芸能界特技王決定戦 TEPPEN（不定期出演、フジテレビ）
- バナナ♪ゼロミュージック（2016年、NHK総合）
- 特捜警察ジャンポリス（2016年、テレビ東京）

### ラジオ
- アンタッチャブルのシカゴマンゴ （TBSラジオ、2008年1月3日）
- こまつ＆ジェットカンフル吉田のオールナイトニッポンR（2016年2月5日）
- 大竹まこと　ゴールデンラジオ（2015年8月19日）
- 紗倉まな・ハリウッドザコシショウの朝まで丸裸！（2016年6月11日）

### CM
- アトランティカ（NEXON）

### DVD
- こまつの自己紹介（ドリーミュージック、2008年9月24日）
- こまつのミュージックファイター in NY（ドリーミュージック、2009年10月21日）

### CD
- Session File（ドリーミュージック、2009年8月21日）→Pia-no-jaC←とのバトルセッション「クリティカルヒット」収録
- Lyle（2014年4月23日）インストバンド「HMC BAND」